# Arnedillo
Arnedillo – gmina w Hiszpanii, w prowincji La Rioja, w La Rioja, o powierzchni 48,33 km². W 2011 roku gmina liczyła 484 mieszkańców.